# Unternehmenspacht
Bei der Unternehmenspacht überlässt ein Unternehmer sein Unternehmen bzw. einen Betrieb als Ganzes dem Pächter zur Nutzung gegen Entgelt auf Zeit.

## Rechte und Pflichten aus dem Pachtvertrag
Durch den Pachtvertrag wird der Verpächter verpflichtet, eine Gesamtheit von Sachen wie z. B. eine Fabrikhalle mit Maschinen und Warenlager sowie einem Kundenstock dem Pächter gegen Entgelt zu überlassen. Der Pächter ist im Unterschied zur Geschäftsraummiete nicht nur zur Nutzung, sondern auch zur Fruchtziehung berechtigt. Der Pachtvertrag ermöglicht es dem Pächter, das Unternehmen fortzuführen, den Namen des Unternehmens beizubehalten, den Kundenstamm zu übernehmen, das bestehende Know-how zu nutzen und auf eigenen Namen und Rechnung tätig zu werden. Der Pächter wird dadurch zum Unternehmer, der Verpächter bleibt i. d. R. der Inhaber des Unternehmens. Nach herrschender Meinung ist der Pächter zum Betrieb des Unternehmens verpflichtet, weil das Unternehmen durch "Nichtbetrieb" Schaden nehmen würde. Der Pächter ist verpflichtet, das Unternehmen vertragsgemäß zu führen und zu erhalten. Im Rahmen der Erhaltung können den Pächter eine Reihe von Verpflichtungen treffen. Dies können An- und Ersatzbeschaffungen sein oder auch Instandsetzungs- oder Ausbesserungsmaßnahmen. Hier besteht ein Regelungsbedarf im Pachtvertrag.
Am Ende der Pachtzeit ist der Pachtgegenstand vom Pächter an den Verpächter zurückzugeben. Wird ein unbefristeter Pachtvertrag abgeschlossen, endet der Vertrag durch Kündigung oder Aufhebung.

## Gründe für die Unternehmenspacht
Die Unternehmenspacht hat eine bedeutsame Stellung in unserem Wirtschaftsleben. Die Gründe für eine Unternehmenspacht können sehr vielfältig sein. Das Unternehmen kann durch die Verpachtung in der Familie bleiben. Zugleich bietet die Unternehmenspacht einem Existenzgründer die Möglichkeit, unternehmerisch tätig zu werden, ohne sich beim Start zu überschulden. Auch bei Zusammenschlüssen von Unternehmen gibt es Gründe, die eine Unternehmenspacht praktikabel machen. Darüber hinaus können haftungs-, konzern- oder steuerrechtliche Gründe für eine Unternehmenspacht sprechen.

## Vor- und Nachteile für den Unternehmenspächter
Die Pacht bietet die Möglichkeit, ohne großen Kapitalbedarf als Unternehmer tätig zu werden. Ein weiterer Vorteil kann sein, dass der Pachtzins geringer ausfällt als die Zinszahlung eines Kredits.
Ein Nachteil ist, dass der Pächter das Unternehmen nicht als Kreditsicherung einsetzen kann. Der Pächter wird nicht zum Inhaber des Unternehmens.
Durch eine mangelhafte vertragliche Ausgestaltung der Unternehmenspacht kann es zu Streitigkeiten kommen, z. B. über Investitionsverpflichtungen des Verpächters oder über den Zustand des Unternehmens am Ende der Pachtzeit.